# Ephedra multiflora
Ephedra multiflora är en kärlväxtart som beskrevs av Rodolfo Amando Philippi och Otto Stapf. Ephedra multiflora ingår i släktet efedraväxter, och familjen Ephedraceae. Inga underarter finns listade i Catalogue of Life.